# Thecla gaimana
Thecla gaimana är en fjärilsart som beskrevs av Doi och Jang-Cheon Cho 1931. Thecla gaimana ingår i släktet Thecla och familjen juvelvingar. Inga underarter finns listade i Catalogue of Life.